# 泣く木
泣く木（なくき）は、北海道夕張郡栗山町桜丘の国道234号線沿いに昭和45年（1970年）8月22日まで存在したハルニレの巨木である。伐採しようとすれば「泣き声」を立て、作業員に不幸が降りかかる呪いの木とされていた。この話は地元でかなり有名であり、「栗山町史」にも載っている。

## 概要
「泣く木」は、栗山町内を流れる夕張川の東側の河畔に江戸時代より生育していた樹齢300年ほどのハルニレである。
昭和7年（1932年）、木が生える河畔の崖と夕張川の間を通る国道の拡張・直線化の計画が持ち上がる。その際に工事の障害となるこのハルニレを伐採しようと作業員が鋸で挽き始めたところ、木は「キューキュー」「キューヒー」「ヒーヒー」などのオノマトペで表現される「泣き声」を上げると同時に、鋸が折れて使い物にならなくなった。別の作業員が斧で切り込んだところ柄が折れ、刃先が腹に刺さって出血多量で死亡。伐採をあきらめ馬力で引き倒そうとしたところがロープが切れ、そのショックで馬が転倒して馬車引きが下敷きになるなど、数々の事故が繰り返された。結局ハルニレは残され、国道はこの地点で大きくカーブした状態で完成した。そして道路工事にまつわる事件以来、ハルニレの巨木は地元住民から「泣く木」と呼びならわされるようになった。
昭和29年（1954年）に北海道を襲った洞爺丸台風の暴風で「泣く木」は上半分を吹き折られたが、その後も道路際に怪異な姿を誇示していた。
昭和45年（1970年）、国道234号線の拡張・直線化計画が再度持ち上がる。工事の妨げとなる「泣く木」の伐採問題で町が揺れるさなかの8月22日深夜、北海道北部出身で当時29歳の作業員・Kが酒の席でこの話を聞き、「昭和の時代にそんな馬鹿なことがあるわけない」と笑い飛ばした。そして周りが止めるのも聞かず、酔った勢いでチェーンソーを用いて一気に「泣く木」を伐採してしまう。
一方、伐採には成功したものの根株は掘り起こされることなく残され、国道のカーブも解消されることがなかった。以来、この地点では「泣く木に魅入られたよう」と称される原因不明の交通事故が多発するようになった。当時の『女性自身』『週刊平凡』などの週刊誌は「呪いの切り株の怪異におびえる町」として、昭和52年（1977年）にこの周辺で発生した死亡交通事故をセンセーショナルに報道した。事態に苦慮した栗山の町民は、朽ちかけていた「泣く木」の切り株の周辺を整備するとともに、近隣に生えていたハルニレの若木を「泣く木2世」として移植し、傍らに祠を祀るなどして慰霊に努めている。

## 「泣く木」にまつわる噂
元来は河畔の巨木にすぎなかったこのハルニレが、様々ないわくを持つ「泣く木」となった経緯に関しては、様々な説がある。
明治初期より北海道の開拓が本格化するにつれ、現在の栗山町内でも開墾のかたわら室蘭本線を敷設する工事が進行していた。しかし人跡未踏の地では労働力の確保が困難であり、現在の三笠市市来知（いちきしり）にあった空知集治監に収容されていた政治犯が囚人労働として難工事に当たることとなった。特に明治23年（1890年）から24年（1891年）にかけて掘削された栗山トンネルの工事は困難を極め、多くの労働者が寒冷な気候と過酷な労働に耐えきれず倒れていったという。その遺骸は工事現場にほど近い「泣く木」の根元に無造作に埋葬された。一説によれば、ここに埋まる遺体の数は30体を下らないという。最初、泣き声はこの囚人達の霊の泣き声かとも思われたが、女性の声にも聞こえるため、「この工事現場に連れてこられた娘が酷い扱いを受け、思い詰めて首をつった女性の泣き声である。」とも言われた。
また、「近所にあったタコ部屋の炊事婦が土工から繰り返し強姦され、それを苦にしてこの木で縊死した」「近隣に住むアイヌの娘と開拓民の青年が恋に落ちたが、周囲から結婚を反対され、この木で首を吊って心中した」との説もある。
「伐採しようとすれば泣き声を上げる」「伐採しようとした者が祟られる」との噂以外にも、「泣く木に供え物をした婦人が、その帰り道に奇妙な大男（タコ部屋労働者?）の霊につきまとわれた。」、切られた木を風呂や食事の薪に使った家では体調不良が相次いだ。」、「泣く木の前で馬二頭が即死。」、「昭和26年（1951年）ごろ近隣でトンネル工事が行われたが、コンクリートを流し込むたびに型枠が外れたり、コンクリートが固まらなかったり、失敗が繰り返された。」そこで『泣く木』に神酒と赤飯を捧げて祈ったところ、たちどころに成功した。」「昭和45年に『泣く木』が伐られたのち、その残骸を焼き捨てた。ところがその際の炎は恐ろしく赤く、それでいて熱くなく、煙も立ち上らなかった。そして、焼き捨てた者はその年のうちに死んだ。」「ある研究家が泣く木の講演をする当日に金縛りにあった。」との話が伝わっている。
なお、一部書物で泣く木を伐採した作業員・Kは真相は不明だが死亡したとも行方不明になったとも言われているが、少なくとも1985年（昭和60年）には生存が確認されている。

### 他地域の「泣く木」
北海道勇払郡占冠村下トマム地区にも、「不思議な泣く木」と称されるハルニレの大木がある。道路工事で切り倒そうとすると泣き声を出すために伐採できなかったとの伝承があり、根元には「不思議な泣く木」として「日高アイヌの若者と十勝アイヌの娘が恋に落ちたが、両部族は戦争状態になった。結ばれず非業の死を遂げた二人の魂が木に宿った」との「悲恋伝説」を紹介する看板が設置されている。だが住人から真偽の分からない話と指摘され、占冠村議会でも「アイヌ伝承でも神話でもなく創作された物語」と指摘された経緯がある。アイヌ悲恋伝説が創作された理由について、伐採しようとした木が泣くという不条理な怪現象に地元民たちは以上のような物語で説明づけて恐怖を和らげたかったのではないか、と吉田悠軌は推測している。